# ابن أبي يعلى
ابن أبي يعلى (451 / 526 هـ - 1059 / 1131 م) أبو الحسين محمد بن محمد (أبي يعلى) بن الحسين بن محمد أبو الحسين ابن الفراء، المعروف ابن أبي يعلى، وهو ابن أبي يعلى الحنبلي، ويقال له ابن الفرّاء. مؤرخ وفقيه من فقهاء الحنابلة، وهو الأخ الأكبر لأبي خازم محمد بن محمد (المتوفى سنة 527 هـ).

## مولده وإنتاجه
ولد في بغداد لتسع وعشرين أو ثمان وعشرين ليلة خلت من المحرم سنة 451 هـ ومات فيها قتيلا اغتاله بعض من كان يخدمه طمعا بماله، من كتبه طبقات الحنابلة مجلدان في التاريخ، والمجرد في مناقب الإمام أحمد و(المفتاح) في الفقه، و(المفردات) في الفقه أيضا، و(المفردات) في أصول الفقه، وتنزيه معاوية بن أبي سفيان وإيضاح الادلة في الرد على الفرق الضالة المضلة و(الاعتقاد)، وهو الاخ الأكبر لابي خازم محمد بن محمد (المتوفى سنة 1132).

## شيوخه
سمع الحديث من:
1. أبي عبد الله الحسن بن حامد
2. أبي الحسن السكري عن أحمد بن عبد الجبار الصيرفي عن يحيى بن معين
3. البغوي
4. أبي القاسم، عيسى بن علي الوزير
5. أبي القاسم بن سويد
6. أبي القاسم الصيدلاني
7. أم الفتح بنت القاضي أبي بكر بن كامل
8. أبي محمد، عبد الله بن أحمد بن مالك
9. القاضي أبي محمد الأكفاني

## تلاميذه
1. أبو الحسن البغدادي
2. القاضي أبو الفتح بن حلبة
3. أبو الوفاء بن عقيل

## مؤلفاته
1. الاعتقاد
2. التمام لكتاب الروايتين والوجهين
3. المجرد في فضائل الإمام أحمد
4. المفردات في أصول الفقه
5. المفردات في الفقه
6. إيضاح الأدلة في الرد على الفرق الضالة المضلة
7. المجموع في الفروع
8. رؤوس المسائل
9. المفتاح في الفقه
10. المقنع في النيات
11. طبقات الحنابلة
12. جزء من حديثه عن والده
13. الرد على زائغي الاعتقادات
14. شرف الاتباع وسرف الابتداع
15. تنزيه معاوية بن أبي سفيان رضي الله عنه[3]